# Knygnešys
Knygnešiai (Einzahl: knygnešys, dt. etwa: Bücherträger) waren Bücherschmuggler, die zwischen 1866 und 1904 in lateinischen Buchstaben gedruckte Bücher aus dem Ausland, meist aus Kleinlitauen, nach Litauen brachten. Knygnešys ist ein litauisches  Wort ohne direkte Entsprechung in anderen Sprachen, es setzt sich aus knyga (Buch) und  nešti (tragen) zusammen.

## Anfang der Russifizierung

Litauen in der zweiten Hälfte des 19. Jahrhunderts als Teil des Russischen Reiches

Nach dem Januaraufstand von 1863 in Polen und Litauen intensivierte die Regierung des russischen Reiches ihre Bestrebungen, den Einfluss des polnischen Katholizismus in Litauen zurückzudrängen und das Land zu russifizieren. 
Im Sommer 1863 erließ der Zar "Zwischenzeitliche Regeln für die staatlichen Grundschulen des Nordwestlichen Krais", einer Region, die wesentliche Teile des heutigen Litauens und von Belarus umfasste. 1864 ordnete der Generalgouverneur des Generalgouvernements Vilnius, Graf Michail Murawjow an, dass die Grundschulbücher in kyrillischer Schrift gedruckt werden mussten. Sein Nachfolger Konstantin von Kaufmann verbot den Druck litauischer Bücher in lateinischen Lettern 1865 ganz. 
1866 sprach der Zar ein Verbot aus, litauische Druckwerke herzustellen oder einzuführen. Obwohl diese mündliche Anordnung de iure keine bindende Wirkung hatte, wurde sie de facto bis 1904 befolgt. Während dieser Zeit erschienen etwa 55 Bücher in Graschdanka, also mit kyrillischen Buchstaben geschriebenem Litauisch.
Während dieser Zeit entstanden aber auch litauische Druckereien im benachbarten Ostpreußen, wo eine bedeutende litauischsprechende Minderheit im sogenannten Kleinlitauen (in etwa der damalige Regierungsbezirk Gumbinnen einschließlich des Kreises Memel) lebte. Diese druckten Bücher, Zeitungen und Zeitschriften in litauischer Sprache, um sie danach nach Litauen schmuggeln zu lassen. Diese Aufgabe übernahmen die Knygnešiai, obwohl ihnen, nahm man sie gefangen, Geldstrafen, Verbannung und das Exil, auch nach Sibirien drohten. Einige von ihnen wurden beim Grenzübertritt erschossen.

## Organisierter Schmuggel

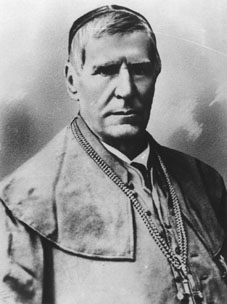
Motiejus Valančius

1867 organisierte Motiejus Valančius, der Bischof von Samogitien als erster in größerem Stil den Druck im Ausland und die illegale Weiterverbreitung der Schriften. Seine Aktivitäten  wurden 1870 mit der Hilfe der preußischen Behörden aufgedeckt. Fünf Pfarrer und zwei Bücherträger wurden in abgelegene Gebiete Russlands verbannt. Dies hielt aber andere Knygnešiai nicht vom Weitermachen ab. Sie wurden zu einem Symbol des Widerstandes gegen die Russifizierungs-Politik der Behörden. Während der letzten Jahre des Publikationsverbotes wurden schätzungsweise 30.000 bis 40.000 Bücher jährlich geschmuggelt, ein Drittel von ihnen fiel den Behörden in die Hände und wurde beschlagnahmt. Langsam setzte sich die Erkenntnis durch, dass das Verbot ein Fehlschlag war. Um die Bevölkerung des Landes angesichts des Russisch-Japanischen Krieges hinter sich zu wissen, wurde 1904 unter anderem das litauische Presseverbot aufgehoben.

## Bedeutung
Diese Episode der nationalen Geschichte wurde während der sowjetischen Zeit unterdrückt. Erst nach der Wiederherstellung der Unabhängigkeit konnte der Knygnešiai in Museen, Denkmälern und Straßenbenennungen gedacht werden. In Kaunas wurde eine Statue zu Ehren des unbekannten Bücherträgers aufgestellt. 
Der 16. März, der Geburtstag von Jurgis Bielinis (1846–1918), der ein Netzwerk für verbotene litauische Bücher aufgebaut hatte, wird in Litauen als "Tag der Knygnešiai" gefeiert.